# Raitenbuch (Hohenfels)
Raitenbuch ist ein Gemeindeteil des Marktes Hohenfels im Landkreis Neumarkt in der Oberpfalz in Bayern und eine ehemalige Gemeinde im Landkreis Parsberg mit dem gleichnamigen Hauptort.

## Geographische Lage
Das Kirchdorf liegt im oberpfälzischen Jura der Südlichen Frankenalb etwa 3,5 km südwestlich von Hohenfels auf ca. 530 m ü. NHN. Bei Raitenbuch kreuzen sich die Kreisstraßen NM 32 und NM 33.

## Geschichte
„Reitinpuoh“ ist erstmals im 9. Jahrhundert genannt, als der Adelige Adalbertus seinen dortigen Besitz im Tauschverfahren an das Regensburger Kloster Sankt Emmeram tradierte; zwei weitere zeitlich naheliegende Urkunden nennen ebenfalls den Ort. Das Edelgeschlecht der Raitenbucher ist erstmals 1126/29 erwähnt. Es stand im Dienst des Hochstifts Regensburg; im 12. Jahrhundert erscheinen die Raitenbucher in mehreren Regensburger Urkunden als Zeugen, und zwei Regensburger Bischöfe, Kuno I. und Kuno II., entstammten diesem Geschlecht. Als die Raitenbucher um 1200 die Burg Hohenfels errichteten, nannten sie sich Hohenfelser; das alte Raitenbuch wurde spätmittelalterlich zu Hausraitenbuch. Das Schloss Raitenbuch wurde aber im 13. Jahrhundert nicht von den Hohenfelsern, sondern vom Hochstift verliehen; es gehörte zum Erbschenkenamt des Hochstifts. Im 14. Jahrhundert konnten sich die Raitenbucher/Hohenfelser vom Hochstift als Dienstherren lösen.

### Hofmark Raitenbuch

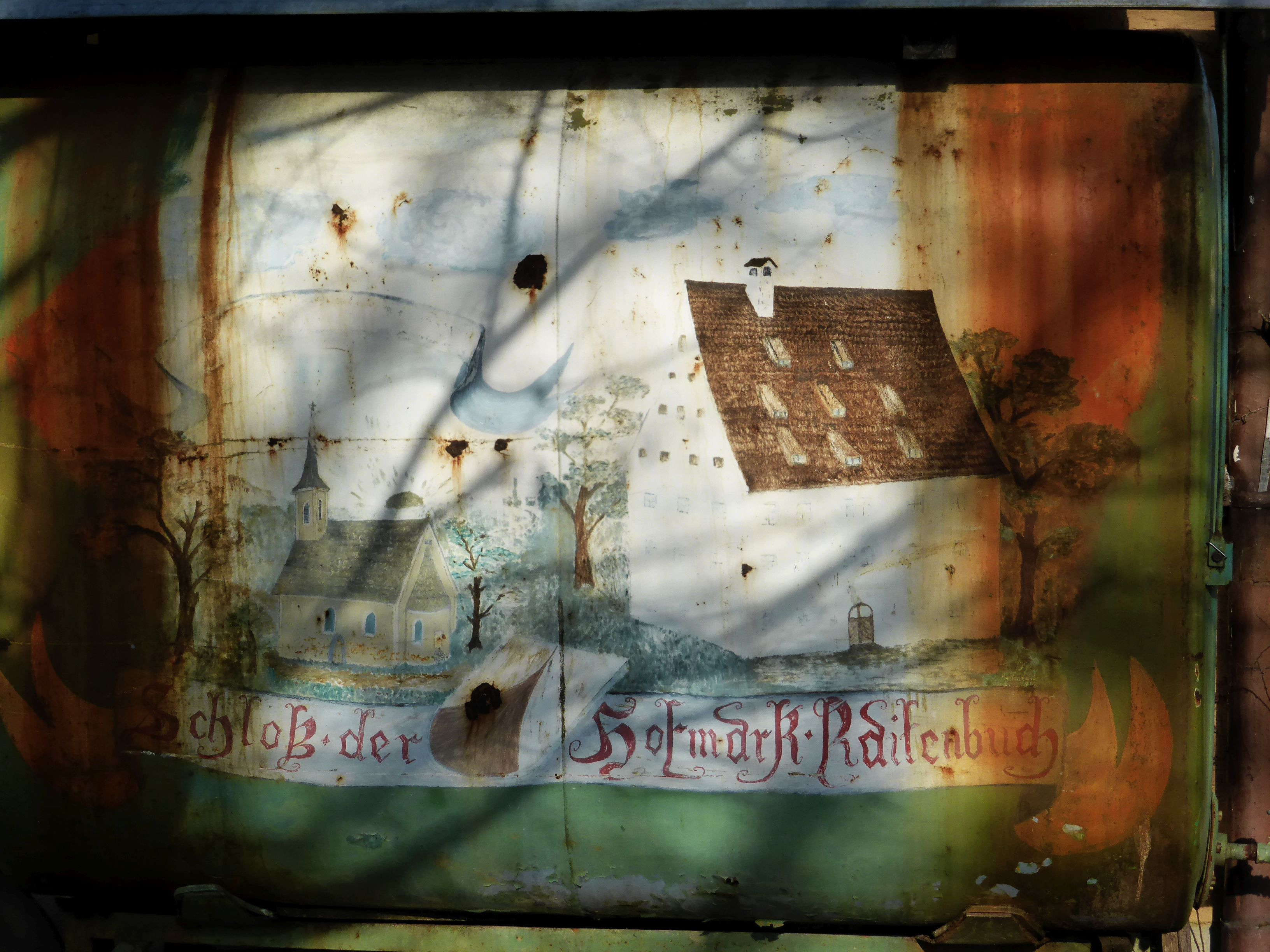
Bild von Schloss Raitenbuch

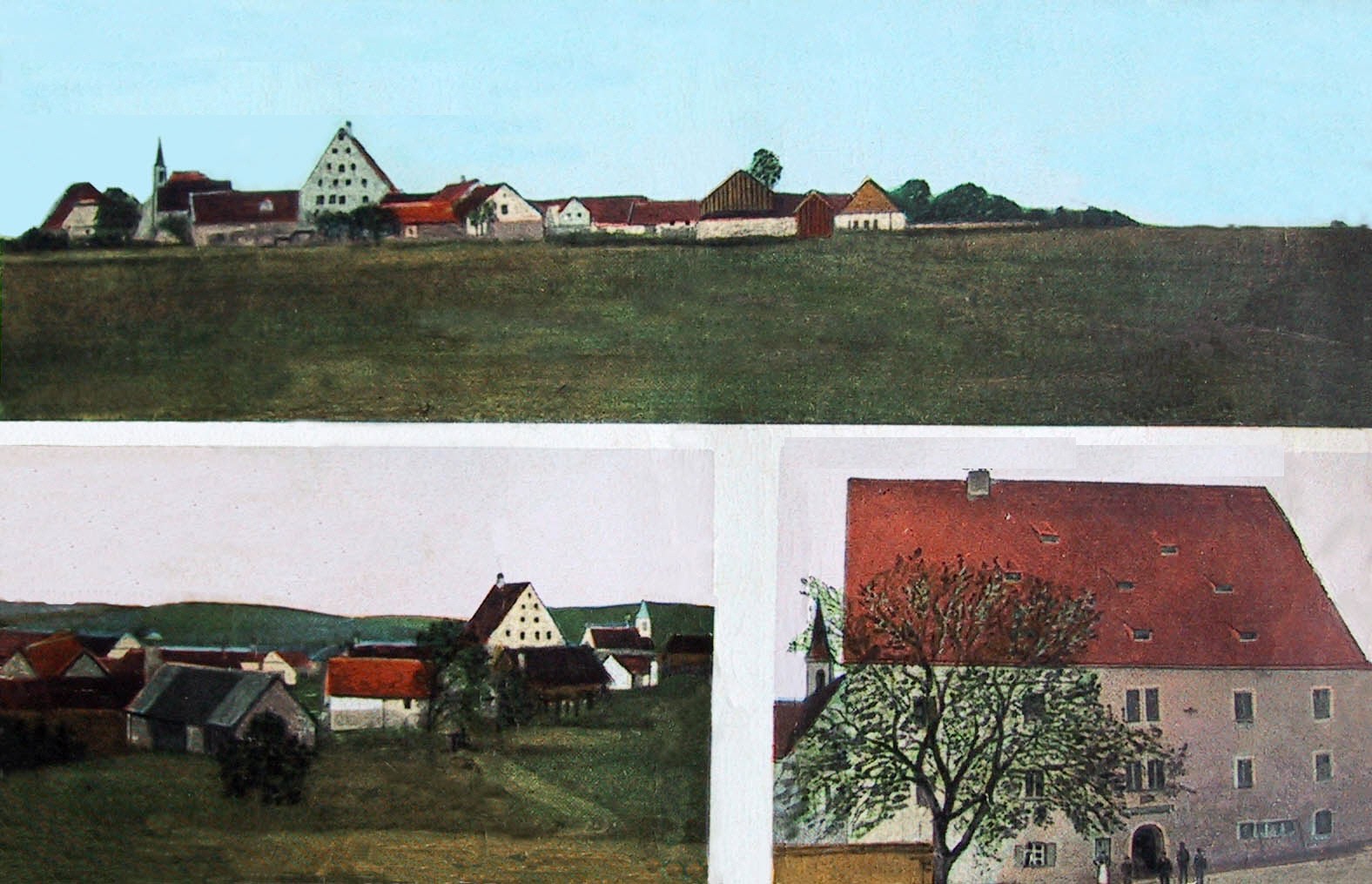
Raitenbuch mit dem Hofmarkschloss (1965 abgegangen)

Die Hofmarksgerechtigkeit Raitenbuchs mit ihren niedergerichtlichen Befugnissen ist 1322 durch ein Privileg Kaiser Ludwigs des Bayern begründet und 1331 dem Heinrich von Raitenbuch als Belohnung für treue Dienste vom Kaiser bestätigt worden; sie soll bereits 1180 vom bayerischen Herzog Otto I. verliehen worden sein. Die Landeshoheit übte der Burglengenfelder Landrichter aus. Bei der Bildung des neuen Fürstentums Pfalz-Neuburg 1505 beanspruchte jedoch Pfalz-Neuburg alle Rechte über die Hofmark. 1544 kam es zu dem Vergleich, der die Hofmark endgültig hochgerichtlich unter das kurpfälzische Amt Hohenfels stellte, wenn auch Pfalz-Neuburg seine Ansprüche auf die Blutgerichtsbarkeit formell niemals aufgab. Durch das Dorf ging die Grenze der Ämter Hohenfels und Velburg; beide Ämter konkurrierten in der Frage der Hochgerichtsbarkeit über die Hofmark. Im Kartenwerk von Christoph Vogel von 1600 sind die „Hofmarch Raitenbuech“ und das „Raitenbucher Hauß“ als der Ursprungssitz der Raitenbucher genannt. 1622 bestand die Hohenfelser Hofmark Raitenbuch aus 40 kurpfälzischen „Mannschaften“. Als 1628 die Herrschaft Hohenfels dem Grafen Tilly tradiert wurde, kam Raitenbuch unter die hochgerichtliche Zuständigkeit des Schultheißenamtes Neumarkt. 1693 gelangte die Hofmark in den Besitz des Regensburger Domkapitels und verblieb dort bis zur Säkularisation 1803. Um diese Zeit, am Ende des Alten Reiches, bestand der Hofmarksitz Raitenbuch aus 14 Anwesen und einem gemeindlichen Hirtenhaus.
Im Königreich Bayern wurde um 1810 der Steuerdistrikt Raitenbuch im Landgericht Parsberg (später Landkreis Parsberg) gebildet. Ihm gehörten neben Raitenbuch die drei Dörfer Hausraitenbuch, Hitzendorf und Stetten, die drei Weiler Granswang, Buchhausen und Gunzenhof sowie die fünf Einöden Fichten, Kleinbissendorf, Loch, Richt und Wendlmannthal an. Mit dem zweiten bayerischen Gemeindeedikt von 1818 entstand die Ruralgemeinde Raitenbuch aus Raitenbuch, Buchhausen, Granswang, Hausraitenbuch, Hitzendorf, Stetten und Wendlmannthal. Diese Gemeinde war 1858 um Kuglhof und 1964 um Röschenberg und Vogelherd vergrößert worden, eine Zeitlang auch um die Einöde Haslricht, die vor 1964 als unbewohnt wieder aufgegeben wurde. Zum 1. Mai 1978 wurde die Gemeinde Raitenbuch mit ihren zehn Gemeindeteilen nach Hohenfels eingemeindet.

### Gebäude- und Einwohnerzahlen
Das Dorf Raitenbuch hatte im Jahr
- 1832: 80 Einwohner, 15 Häuser[17]
- 1838: 94 „Seelen“, 16 Häuser in „Reitenbuch“, Nebenkirche der Pfarrei Hohenfels[18]
- 1861: 75 Einwohner, 32 Gebäude[19]
- 1871: 82 Einwohner, 43 Gebäude, an Großviehbestand 1873 2 Pferde, 89 Stück Rindvieh[20]
- 1900: 89 Einwohner, 17 Wohngebäude,[21]
- 1925: 98 Einwohner, 16 Wohngebäude[22]
- 1950: 106 Einwohner, 16 Wohngebäude[23]
- 1970: 104 Einwohner[24]
- 1987: 107 Einwohner, 24 Wohngebäude, 27 Wohnungen[25]

Die Gemeinde Raitenbuch von 1285,3 ha (Stand 1900) umfasste
- 1861: 322 Einwohner, 121 Gebäude (8 Orte)[19]
- 1871: 322 Einwohner (Katholiken), 161 Gebäude, 62 Wohngebäude (8 Orte)[20]
- 1900: 310 Einwohner (Katholiken), 65 Wohngebäude (8 Orte)[21]
- 1925: 365 Einwohner (Katholiken), 58 Wohngebäude (8 Orte)[22]
- 1950: 368 Einwohner, 59 Wohngebäude (11 Orte)[23]

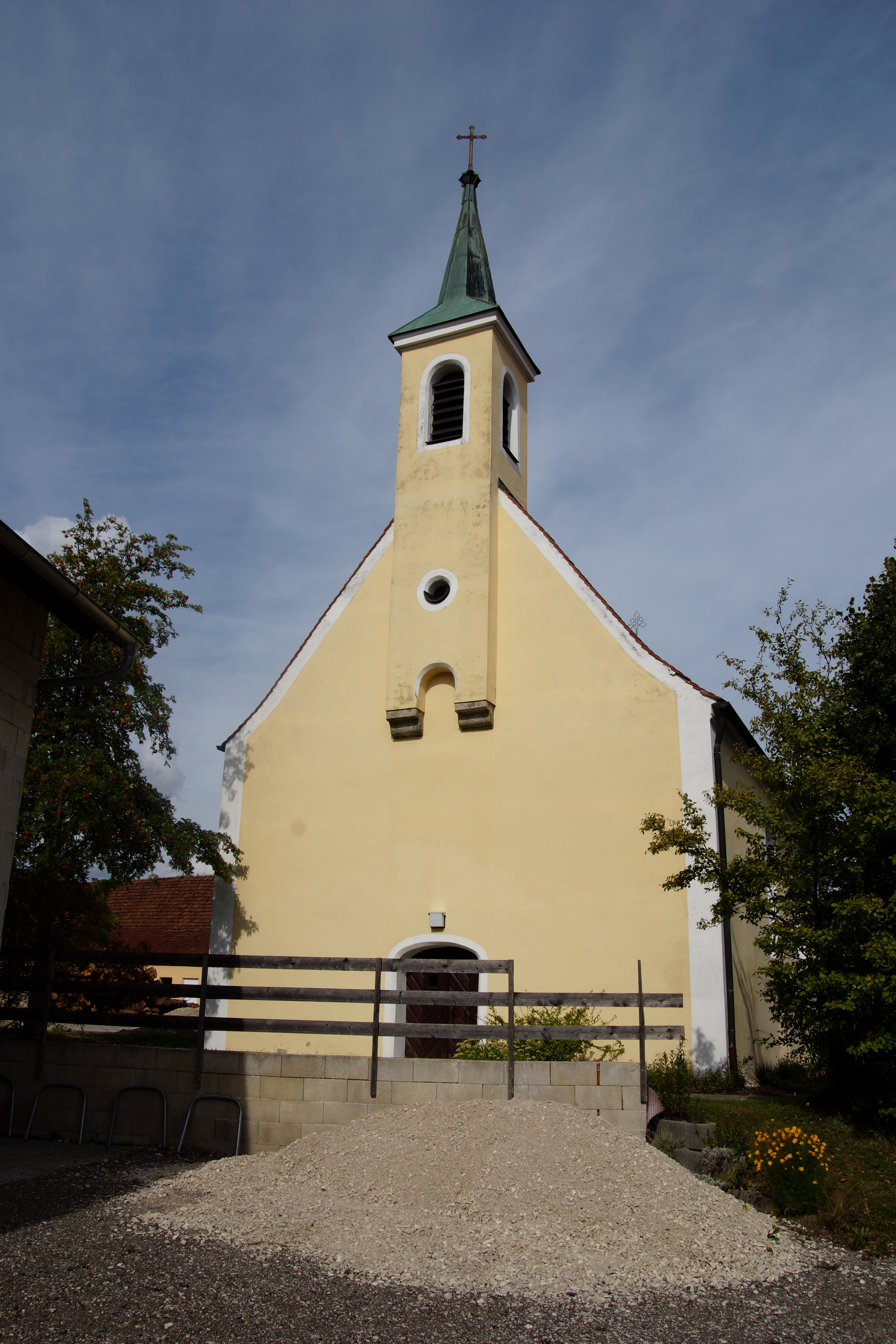
Die Raitenbucher Kirche St.Aegid

- 1970: 249 Einwohner (10 Orte)[26][24]

### Kirchliche Verhältnisse
- Die Orte Raitenbuch, Hitzendorf, Kuglhof, Stetten und Wendlmannthal gehörten zur katholischen Pfarrei Hohenfels im Bistum Regensburg. Buchhausen und Hausraitenbuch waren nach Pfraundorf gepfarrt, Granswang, Haselricht, Röschenberg und Vogelherd gehörten zur katholischen Pfarrei Lupburg.[23] Die Kinder des Ortes Raitenbuch gingen im 19./20. Jahrhundert 4 km weit in die katholische Schule des Pfarrortes. Die in die Bayerische Denkmalliste eingetragene Nebenkirche in Raitenbuch hat als Patron den hl. Aegid.[27]
- Die Protestanten der Gemeinde Raitenbuch gehörten um 1925 zur evangelisch-lutherischen Pfarrei Neumarkt i. d. Opf., um 1950 zum exponierten Vikariat Parsberg[22][23]